# Star Blond
Star Blond is een Belgisch bier. Het bier wordt gebrouwen door Brouwerij Haacht te Boortmeerbeek. Het is een donker alcoholvrij bier met een alcoholpercentage van 0,4% en is verkrijgbaar in flesjes van 25cl.